# Henri Sauveur
Henri Sauveur Jr – belgijski strzelec, olimpijczyk, medalista mistrzostw świata.

## Kariera
Uczestnik Letnich Igrzysk Olimpijskich 1908, na których wystartował w 1 konkurencji. Zajął 5. miejsce w drużynowym strzelaniu z karabinu dowolnego w trzech postawach z 300 m, osiągając ostatni wynik w zespole.
Sauveur był 4 razy brązowym medalistą mistrzostw świata – 3 podia osiągnął w zawodach drużynowych w strzelaniu z karabinu dowolnego w trzech postawach z 300 m (1909, 1910, 1911), zaś 1 raz zdobył medal w drużynowym strzelaniu z pistoletu dowolnego z 50 m (1914).

## Wyniki

### Igrzyska olimpijskie
| Igrzyska    | Konkurencja                                     | Wynik                                         | Miejsce | Źródło |
| ----------- | ----------------------------------------------- | --------------------------------------------- | ------- | ------ |
| Londyn 1908 | Karabin dowolny, trzy postawy, 300 m, drużynowo | 4509 pkt. (druż.) 766 pkt. ind. (319–241–206) | 5       | [ 1 ]  |

### Medale mistrzostw świata
Opracowano na podstawie materiałów źródłowych:
| Mistrzostwa     | Konkurencja                                     | Wynik                             | Miejsce |
| --------------- | ----------------------------------------------- | --------------------------------- | ------- |
| Wiedeń 1909     | Karabin dowolny, trzy postawy, 300 m, drużynowo | 4748 pkt. (druż.)                 |         |
| Loosduinen 1910 | Karabin dowolny, trzy postawy, 300 m, drużynowo | 4786 pkt. (druż.)                 |         |
| Rzym 1911       | Karabin dowolny, trzy postawy, 300 m, drużynowo | 4603 pkt. (druż.)                 |         |
| Viborg 1914     | Pistolet dowolny, 50 m, drużynowo               | 2483 pkt. (druż.) 498 pkt. (ind.) |         |